# Bernard Baruch

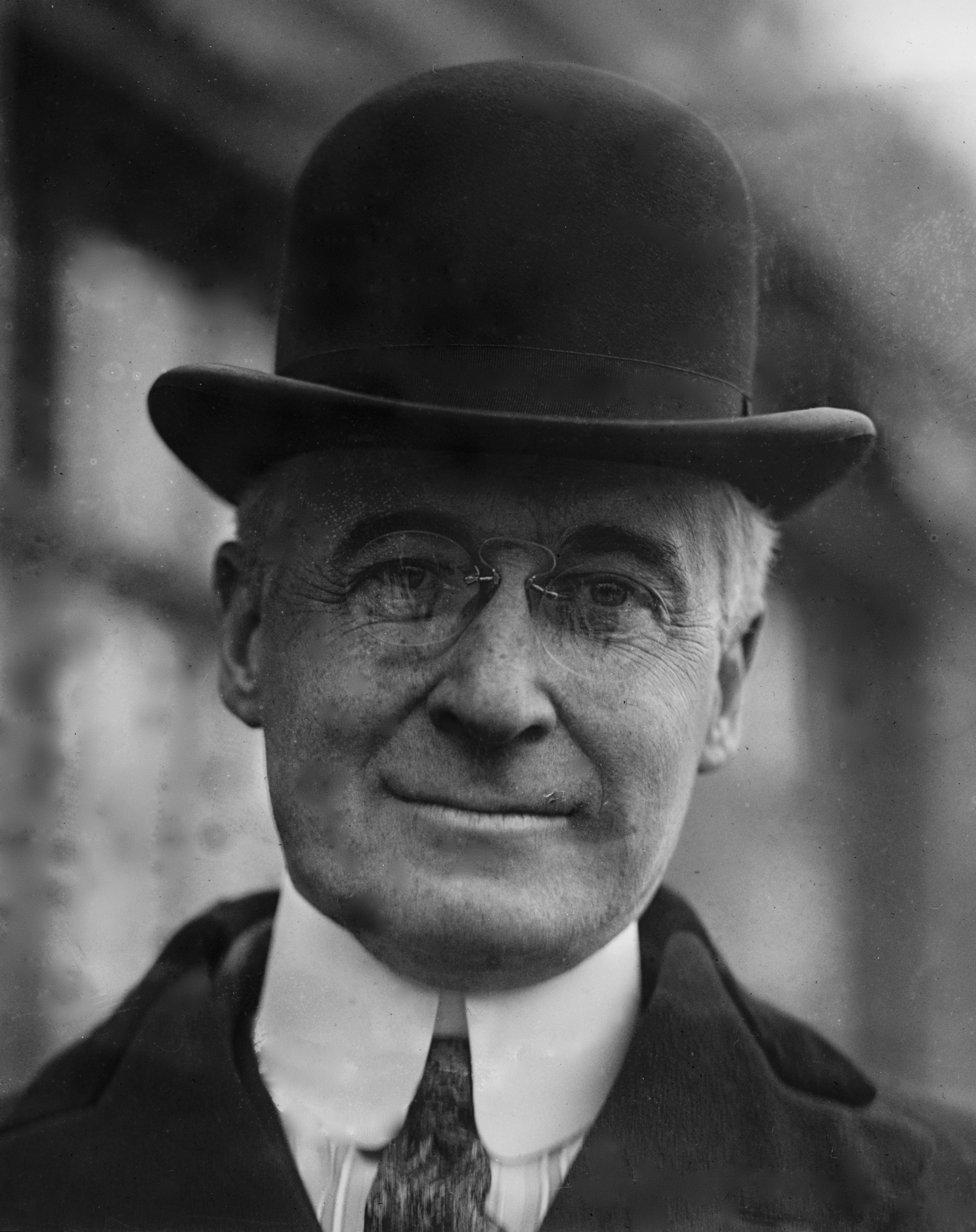
Bernard Baruch (um 1935)

Bernard Mannes Baruch (* 19. August 1870 in Camden, South Carolina; † 20. Juni 1965 in New York) war ein US-amerikanischer Finanzier, Börsenspekulant, Politikberater und später Philanthrop.
Baruch ist heute vor allem für die Lancierung des Begriffs Kalter Krieg bekannt, der den in der Folge des Zweiten Weltkriegs entstandenen Ost-West-Konflikt charakterisierte. Außerdem war er ein Mitbegründer der National Recovery Administration, einem Teil des New Deals.

## Leben und Wirken
Bernard Baruch wurde 1870 als zweiter von vier Söhnen des jüdischen Arztes Simon Baruch in Camden im US-Bundesstaat South Carolina geboren. Nach dem Umzug der Familie nach New York City, 1881, ging Baruch dort zur Schule und studierte dann bis 1889 am stadteigenen City College of New York. Laut eigenen Angaben war er dort, in den Nordstaaten, anders als im Süden, erstmals mit Antisemitismus konfrontiert worden (im Süden hatte dagegen sogar der Ku-Klux-Klan seinen Vater als Mitglied akzeptiert).
Danach schlug Baruch eine Laufbahn als Börsenbroker ein und wurde Teilhaber der Firma A. Housman and Company. Seine Einkünfte verschafften ihm die finanziellen Mittel, um die damals sehr teure Genehmigung zum Spekulieren an der New Yorker Börse zu erwerben. Dort gelang es ihm noch vor seinem 30. Geburtstag, ein gewaltiges Vermögen anzuhäufen. 1903 eröffnete Baruch eine eigene Maklerfirma im New Yorker Börsenviertel. Bis 1910 stieg er zu einem der anerkannt führenden Männer seines Gewerbes auf, so dass er schließlich als „König der Wall Street“ galt. Seine Weigerung, als Teilhaber in eines der etablierten Finanzhäuser einzutreten, brachte ihm einen Ruf als Einzelgänger ein.

### Präsidentenberater im Ersten Weltkrieg

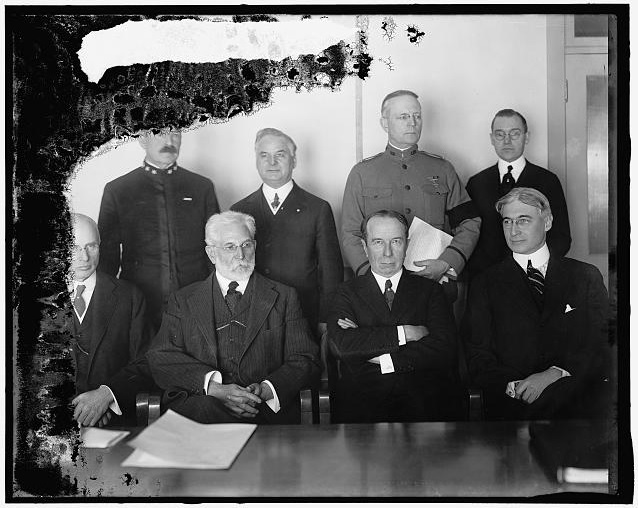
Bernard Baruch als Berater der Wilson-Regierung (rechts) im Rat für Kriegsindustrie, 1917

Während des Ersten Weltkrieges beriet Baruch US-Präsident Wilson in Verteidigungsangelegenheiten und wurde Vorsitzender des Rates für Kriegsindustrie (Chairman of the War Industries Board). 1919 nahm Baruch an der Versailler Friedenskonferenz teil. Durch finanzielle Zuwendung zugunsten der Wahlkampfanstrengungen demokratischer Kongressabgeordneter gelang es Baruch, seine einflussreiche Stellung in der amerikanischen Politik auch über das Ende des Krieges zu festigen (für Wilsons Präsidentschaftskandidatur hatte er beispielsweise 50.000 $ Wahlkampfunterstützung geleistet). Unter Franklin D. Roosevelt war Baruch ein Mitglied des sogenannten Brain Trust, jener Denkfabrik, die federführend mit der Ausarbeitung von Roosevelts wirtschaftspolitischen Reformanstrengungen betraut war. Sie wurden unter dem Schlagwort New Deal bekannt.

### Finanzberater von Winston Churchill

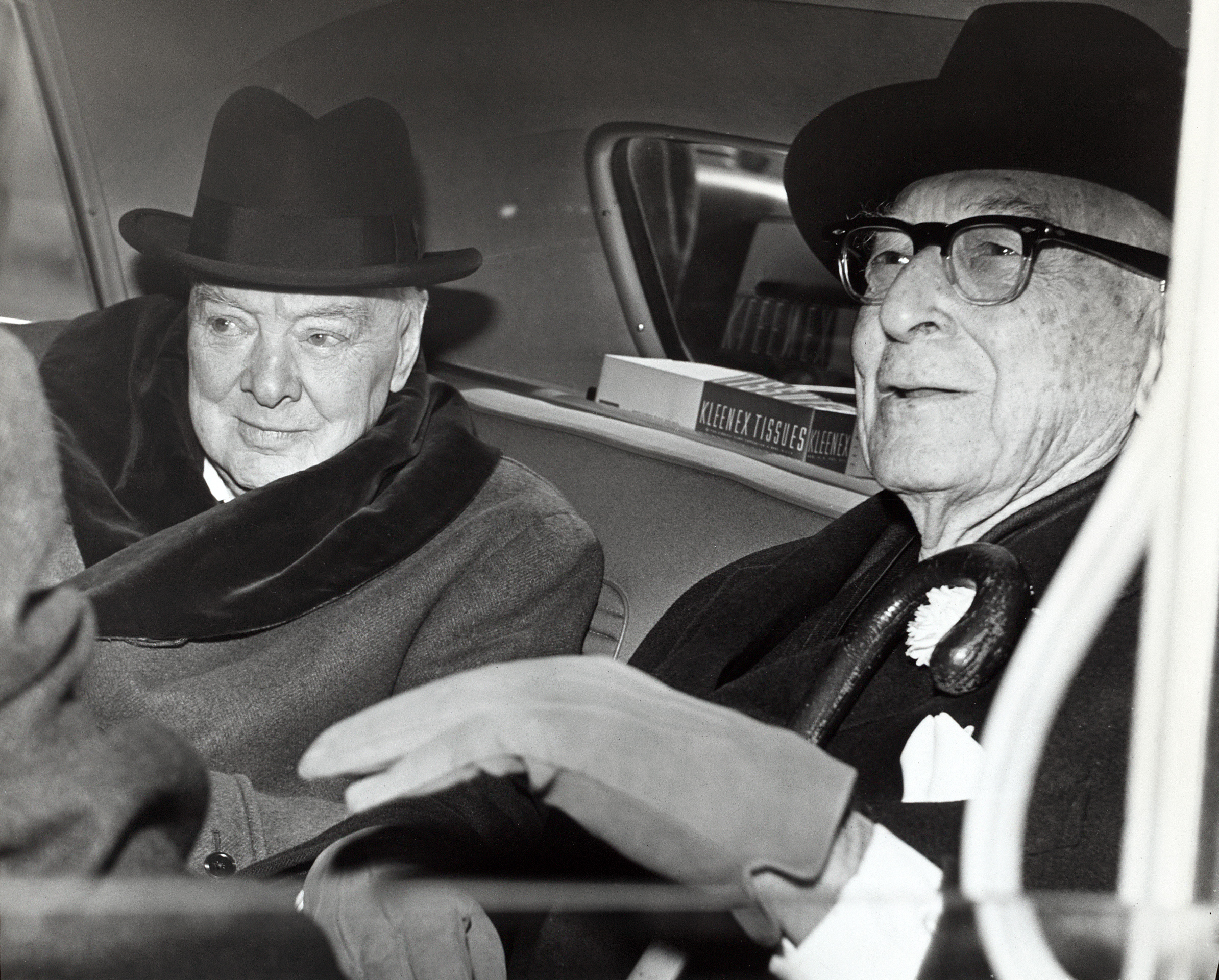
Winston Churchill und Bernard Baruch im Fond von Baruchs Wagen, 14. April 1961

Baruch hatte bereits seit den 1920er Jahren mit Winston Churchill in freundschaftlicher Verbindung gestanden und ihn zudem als Verwalter seines Privatvermögens unterstützt. Churchill hielt große Stücke auf Baruchs Fähigkeiten als Finanzier, seit dieser ihn beim Börsenkrach von 1929 durch sein Anlagetalent vor dem Ruin bewahrt hatte. Weitere Aktienempfehlungen, die Baruch ihm gegeben hatte, führten 1938 zur Zahlungsunfähigkeit Churchills. Der Bankier Henry Strakosch rettete Churchill aus der Notlage, beglich die Schulden und übernahm dafür die rapide gesunkenen Aktien.

### Präsidentenberater im Zweiten Weltkrieg
Nach Churchills Amtsantritt als Premierminister arbeitete Baruch 1939 als Leiter des Koordinierungsausschusses und seit 1940 an führender Stelle an der Aufstellung des Konzepts zur britischen Kriegsfinanzierung mit. Baruch war unter anderem der Schöpfer des Lend-and-Lease-Systems, das es ermöglichte, die (noch) neutralen Vereinigten Staaten in die britischen Kriegsanstrengungen einzubeziehen. Roosevelts Angebot, ihn zum Finanzminister zu ernennen, schlug Baruch jedoch aus, um stattdessen 1942 weiterhin als inoffizieller Berater zu fungieren. Aufgrund seiner freischwebenden, durch keine Ämter oder Institutionen kontrollierte Position in der amerikanischen Politik sprachen Kritiker wie Bewunderer spöttisch davon, dass Baruchs Büro sich auf der Sitzbank im Lafayette Park gegenüber dem Weißen Haus befinde (die ihm 1960 anlässlich seines 90. Geburtstages gewidmet wurde). Das Bild von Baruch, der auf einer Parkbank sitzt und gesprächsweise große Politik gestaltet, ist heute ein bildlicher Gemeinplatz des amerikanischen kollektiven Gedächtnisses.

### Positionen zu Palästina
Baruch betätigte sich als Unterstützer der Irgun, die als rechte (revisionistische) Gruppe in Konkurrenz zur Hagana der Mapai/Histadrut stand und durch terroristische Aktionen gegen die Briten auffiel und war ein Förderer von Ben Hecht und der American League for a Free Palestine, welche trotz der heute naheliegenden Deutung ihres Namens eine radikal-zionistische Organisation mit gewaltbereiter Rhetorik war. Als sich andere amerikanische Juden von Hechts radikaler Propaganda zu distanzieren begannen, versicherte ihm Baruch weiterhin seine Unterstützung.

### Späte Jahre und Nachwirken
1946 wurde Baruch von Harry S. Truman zum Vertreter der Vereinigten Staaten in der United Nations Atomic Energy Commission ernannt, wo er noch im selben Jahr den sogenannten Baruch-Plan vorlegte, der die Unterstellung der Atomwaffen unter internationale Kontrolle vorsah.

“Every man has the right to an opinion but no man has a right to be wrong in his facts. Nor, above all, to persist in errors as to facts.”

Am 16. April 1947 prägte er in einer Ansprache die Formel vom Kalten Krieg zur Bezeichnung des sich nach dem Ende des Zweiten Weltkriegs anbahnenden Konflikts zwischen den beiden großen Siegermächten, der Sowjetunion und den Vereinigten Staaten. Der anwesende Journalist Walter Lippmann griff diese Formel in einem Artikel auf und sorgte so für ihre Popularisierung. Bis an sein Lebensende blieb Baruch als politischer Berater tätig.
Er starb 1965 im Alter von 94 Jahren in seinem New Yorker Apartment 4 East 66th Street und wurde auf dem Flushing Cemetery in Queens (New York City) begraben.
Baruchs Landsitz Hobcaw Barony in South Carolina, wo er unter anderem General John J. Pershing, Wilson, Churchill und Roosevelt als Gäste empfing, ist heute Naturschutzgebiet. In Manhattan befindet sich ein Baruch gewidmetes Baruch College.

## Werke
- My Own Story. 2 Bände, New York 1957, ISBN 1-56849-095-X.
- Gute 88 Jahre. München 1958 (deutsche Übersetzung von My Own Story; Übersetzer: Carl Bach).
- The Public Years. New York 1960.
- Die Jahre des Dienens. München 1962 (deutsche Übersetzung von The Public Years; Übersetzer: Werner von Grünau).
- The Making of the Reparation and Economic Sections of the Treaty. New York und London 1920.
- American Industry in War: A Report of the War Industries Board. (hg. von Richard H. Hippelheuser) New York 1941.